# Macareux huppé
Fratercula cirrhata
Répartition géographique
Espèce
Statut de conservation UICN

 LC  : Préoccupation mineure
Le Macareux huppé (Fratercula cirrhata) est une espèce d'oiseaux marins de la famille des alcidés.

## Description
Le Macareux huppé est le plus gros des macareux, c'est un oiseau de mer trapu avec un corps complètement noir, une face blanche et deux huppes  jaunâtres passant derrière sa nuque. Son bec orange est épais et présente des stries verticales. Ses pattes sont orange.
Chez les jeunes individus immatures sexuellement la huppe jaune est réduite, la face ne présente pas de blanc et le bec est plus petit et moins coloré.

## Comportement

### Alimentation
Cette espèce trouve ses proies au large et se nourrit de petits poissons, de céphalopodes et de crustacés.
Entre 2016 et 2017, entre 3 100 et 8 500 macareux huppés ont trouvé la mort près de l'île Saint-Paul, en Alaska. La hausse globale des températures a provoqué un bouleversement des écosystèmes et privé ces oiseaux de nourriture.

### Reproduction
Cet oiseau niche aux bords de l'océan Pacifique nord et hiverne (passe l'hiver) en haute mer. La reproduction a lieu sur des îles isolées : plus de 25 000 couples ont été enregistrés dans une seule colonie au large de la Colombie-Britannique.                                          C'est une espèce monogame.

### Nidification
Le macareux niche sur des îlots herbeux, dans des trous creusés avec le bec et les pattes, mais parfois une crevasse entre les rochers est utilisée à la place. Il n'a qu'un seul poussin par couvée. La ponte se produit généralement en juin, et l'œuf est incubé par les deux parents pendant environ 45 jours. Les oisillons quittent le nid entre 40 et 55 jours

## Prédateurs et menaces

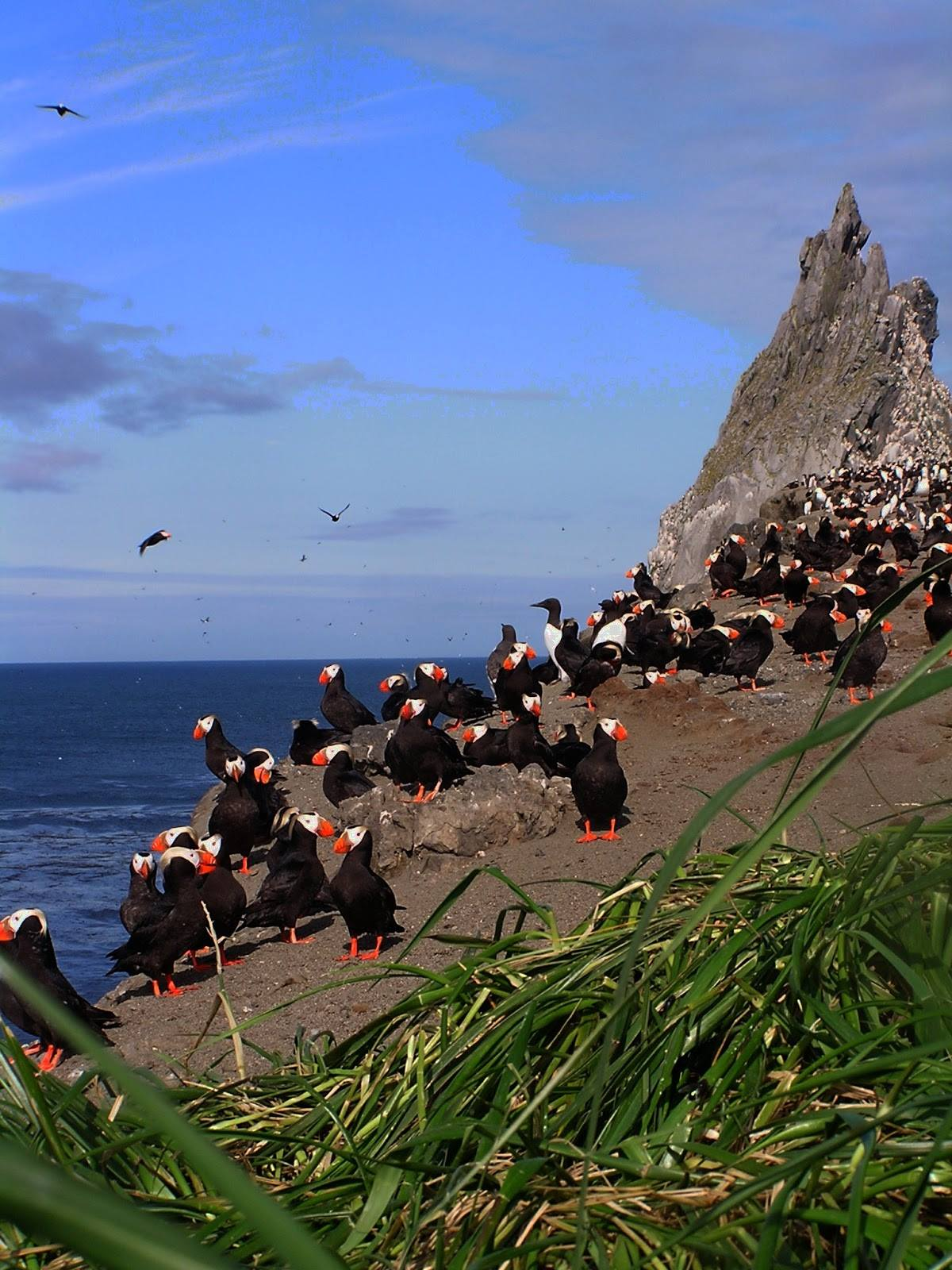
Groupe de macareux huppés, sur l'ile Bogoslof, Alaska

Les macareux huppés sont la proie de divers rapaces aviaires tels que les harfangs des neiges, les pygargues à tête blanche et les faucons pèlerins, ainsi que des mammifères comme le renard polaire ou le rat. Les renards semblent préférer le macareux aux autres oiseaux, faisant de l'oiseau une cible principale. Choisir des falaises inaccessibles et des îles entièrement exemptes de mammifères les protège des prédateurs terrestres tandis que la ponte dans les terriers est efficace pour les protéger des charognards comme les goélands et les corbeaux .
Une mortalité massive de macareux sur l'île Saint-Paul, en Alaska, entre octobre 2016 et janvier 2017 a été attribuée aux changements écosystémiques résultant du changement climatique.

## Taxonomie
Le macareux huppé a été décrit pour la première fois en 1769 par le zoologiste allemand Peter Simon Pallas . Le nom scientifique Fratercula vient du latin médiéval fratercula, frère, une référence au plumage noir et blanc qui ressemble a un habit de moine.

## Relation avec l'Homme
Les peuples Aléoutes et Aïnous (qui les appelaient Etupirka ) du Pacifique Nord chassaient traditionnellement le macareux huppé pour se nourrir et pour utiliser leurs plumes. Les peaux étaient utilisées pour fabriquer des parkas résistantes portées du côté des plumes et les touffes soyeuses étaient cousues dans des travaux ornementaux. Actuellement, la récolte du macareux huppé est illégale ou découragée dans toute son aire de répartition.
Le macareux huppé est un oiseau familier sur les côtes de la côte pacifique russe, où il est connu sous le nom de toporok ( Топорок ) - qui signifie "petite hache", une allusion à la forme du bec. Toporok est l'homonyme de l'un de ses principaux sites de reproduction, Kamen Toporkov ("Tufted Puffin Rock") ou Ostrov Toporkov ("Tufted Puffin Island"), un îlot au large de l'île de Béring .